# Eduardo Caballero
José Eduardo Caballero Bazán (Lima, Provincia de Lima, Perú, 31 de marzo de 1997) es un futbolista peruano. Juega como defensa central y su equipo actual es Universidad César Vallejo de la Liga 2 de Perú.. Ha representado a la selección de fútbol del Perú en su categoría sub-23.

## Trayectoria
Caballero se formó en las divisiones menores del Regatas Lima, con la cual participó en la Copa de Oro categoría 97. Llegó también a formar parte de las categorías inferiores y el equipo de reserva del Melgar de Arequipa, sin llegar a debutar oficialmente con el primer equipo, aunque estuvo en banca en un partido del Campeonato Descentralizado 2016.
En 2017 llegó al conjunto de reserva de Deportivo Municipal y en 2018 fue promovido al primer equipo. Hizo su debut profesional el 27 de mayo de 2018 en la goleada por 4-0 sobre Sport Rosario, jugando 5 minutos luego de reemplazar a Adrián Zela. En su primera temporada en primera división disputó 4 partidos, ingresando en todos desde la banca de suplentes.
El 24 de marzo de 2019, fue incluido por primera vez en el equipo titular de Municipal cuando vencieron por 3-1 a Sport Boys en la ahora denominada Liga 1 y con el paso de las jornadas terminó afianzándose en el equipo de Víctor Rivera, haciendo dupla en la zaga central con Yordi Vílchez y relegando a Adrián Zela al banquillo.

## Selección nacional
Caballero ha sido convocado a la selección de fútbol de Perú en su categoría sub-23, recibiendo el llamado por primera vez por el entrenador Nolberto Solano para los amistosos ante Colombia en octubre de 2019 con miras al Torneo Preolímpico Sudamericano Sub-23 de 2020, quedando en la lista final para afrontar dicha competición.
En agosto de 2020, fue incluido por Ricardo Gareca en una lista preliminar para la convocatoria de la selección mayor de cara a los partidos de eliminatorias contra las selecciones de Brasil y Paraguay en el mes de octubre.

### Participación en Campeonatos Sudamericanos
| Torneo                     | Sede     | Resultado  | Partidos | Goles |
| -------------------------- | -------- | ---------- | -------- | ----- |
| Preolímpico Sub-23 de 2020 | Colombia | En disputa | 3        | 0     |

## Clubes y estadísticas
Actualizado el 30 de octubre de 2021.
| FBC Melgar · Perú                                                                                 | 2016             | 1ª               | 0  | 0 | — | — | 0 | 0 | 0  | 0 |
| FBC Melgar · Perú                                                                                 | Total club       | Total club       | 0  | 0 | 0 | 0 | 0 | 0 | 0  | 0 |
| Deportivo Municipal · Perú                                                                        | 2018             | 1ª               | 4  | 0 | — | — | — | — | 4  | 0 |
| Deportivo Municipal · Perú                                                                        | 2019             | 1ª               | 20 | 0 | 5 | 0 | 1 | 0 | 26 | 0 |
| Deportivo Municipal · Perú                                                                        | 2020             | 1ª               | 21 | 1 | — | — | — | — | 21 | 1 |
| Deportivo Municipal · Perú                                                                        | 2021             | 1ª               | 15 | 0 | 0 | 0 | — | — | 15 | 0 |
| Deportivo Municipal · Perú                                                                        | Total club       | Total club       | 60 | 1 | 5 | 0 | 1 | 0 | 66 | 1 |
| Total en carrera                                                                                  | Total en carrera | Total en carrera | 60 | 1 | 5 | 0 | 1 | 0 | 66 | 1 |
| (1)Incluye datos de la Copa Bicentenario (2019). (2)Incluye datos de la Copa Sudamericana (2019). |                  |                  |    |   |   |   |   |   |    |   |

## Palmarés

### Campeonatos nacionales
- 1 Subcampeonato Primera División del Perú: 2016